# Шергин, Борис Викторович
Бори́с Ви́кторович Ше́ргин (16 [28] июля 1893, Архангельск — 30 октября 1973, Москва) — русский и советский писатель, фольклорист, публицист и художник, известный главным образом историями из жизни поморов.

## Биография
Борис Викторович Шергин родился 16 [28] июля 1893 года в Архангельске. Отец Шергина, потомственный мореход и корабельный мастер, (по анкете самого Шергина отец — крестьянин, выходец с реки Вычегды, но с детства попал в моряки и дослужился до «государя-кормщика») передал сыну дар рассказчика и страсть ко всякому «художеству»; мать — коренная архангелогородка, познакомившая его с народной поэзией Русского Севера.
Маменька мастерица была сказывать… как жемчуг, у неё слово катилося из уст
С детства постигал нравственный уклад, быт и культуру Поморья. Срисовывал орнаменты и заставки старинных книг, учился писать иконы в поморском стиле, расписывал утварь; ещё в школьные годы стал собирать и записывать северные народные сказки, былины, песни. Учился в Архангельской мужской губернской гимназии (1903—1912); учился в Строгановском центральном художественно-промышленном училище (1913—1917). Работал как художник-реставратор, заведовал художественной частью ремесленной мастерской, внёс вклад в возрождение северных промыслов (в частности, холмогорской техники резьбы по кости), занимался археографической работой (собирал книги «старинного письма», древние лоции, записные тетради шкиперов, альбомы стихов, песенники). Печатался с 1912 года.
В 1922 году окончательно переехал в Москву; работал в Институте детского чтения Наркомпроса, выступал с рассказами о народной культуре Севера с исполнением сказок и былин перед разнообразной, в основном детской, аудиторией. С 1934 года — на профессиональной литературной работе, тогда же вступил в Союз писателей СССР.
Первая публикация — очерк «Отходящая красота» о концерте М. Д. Кривополеновой (выпуск газеты «Архангельск» от 21 ноября 1915 года). При жизни писателя опубликовано 9 книг (не считая переизданий). В газетах и журналах Шергин помещал статьи литературоведческого и искусствоведческого характера, реже — литературные произведения. В 1934 году с иллюстрациями Б. Шергина вышла поэма Василия Каменского «Иван Болотников».
Умер писатель 30 или 31 октября 1973 года в Москве, похоронен на Кузьминском кладбище.

## Характеристика творчества

### Литературная деятельность
Шергин-сказитель и сказочник сформировался и стал известен раньше, чем Шергин-писатель. Его первую книгу «У Архангельского города, у корабельного пристанища» (1924) составляют сделанные им записи шести архангельских старин с нотацией мелодий, напетых матерью (и входивших в репертуар выступлений самого Шергина).
Разителен переход от торжественно-печальных старин первого шергинского сборника к грубовато-озорному юмору «Шиша Московского» (1930) — «скоморошьей эпопеи о проказах над богатыми и сильными». Авантюрные остроумные сюжеты, сочный язык, гротескно-карикатурное изображение представителей социальных верхов связывают плутовской цикл Шергина с поэтикой народной сатиры.
В третьей книге — «Архангельские новеллы» (1936), воссоздающей нравы старомещанского Архангельска, Шергин предстаёт как тонкий психолог и бытописатель. Новеллы сборника, стилизованные во вкусе популярных переводных «гисторий» XVII—XVIII вв., посвящены скитаниям в Заморье и «прежестокой» любви персонажей из купеческой среды. Первые три книги Шергина (оформленные автором собственноручно в «поморском стиле») представляют в полном объёме фольклорный репертуар Архангельского края. История Поморья, опосредованная в первых трёх книгах Шергина через искусство, красноречие, быт, предстаёт в своём непосредственном виде в следующем его сборнике — «У песенных рек» (1939). В этой книге Север России предстаёт как особый культурно-исторический регион, сыгравший значительную роль в судьбе страны и занимающий неповторимое место в её культуре. Последующие «изборники» Шергина расширяют и уточняют этот образ.
Вышедшую после войны книгу «Поморщина-корабельщина» (1947) сам Шергин называл своим «репертуарным сборником»: она объединяет произведения, с которыми он выступал в военные годы в госпиталях и воинских частях, клубах и школах. Судьба этого сборника трагична: он был подвергнут вульгарно-социологической переработке и вызвал уничижительную критику со стороны фольклористов как «грубая стилизация и извращение народной поэзии». Имя писателя было дискредитировано, а он сам обречен на десятилетнюю изоляцию от читателя.
Разрушению стены молчания вокруг Шергина способствовал организованный в 1955 году творческий вечер писателя в Центральном доме литераторов, после которого в издательстве «Детская литература» был опубликован сборник «Поморские были и сказания» (1957), а через некоторое время вышел и «взрослый» сборник избранных произведений «Океан — море русское» (1959). Сборник вызвал немало восторженных отзывов; особое внимание рецензентов привлекало словесное мастерство писателя. Заслуженное признание пришло к Шергину после высокой оценки его творчества в статье Л. М. Леонова (выпуск газеты «Известия» от 3 июля 1959 года).
Своеобразие фольклоризма Шергина состоит в непосредственной ориентации его текстов на народное творчество. Цель художника состоит не в том, чтобы обогатить литературу за счёт внеположенного по отношению к ней фольклора, но чтобы явить народную поэзию как оригинальный, неповторимый и бесценный способ видения мира и человека. В текстах писателя — обилие цитат из фольклорных текстов (пословицы, поговорки, отрывки из былин, причитаний, лирических песен, небывальщин и тому подобных форм). Большинство из них рассчитаны на чтение вслух, и Шергин, знавший всю свою прозу и поэзию наизусть, до последних лет жизни нередко сам исполнял свои произведения. Сказывание было для него не воспроизведением созданного ранее, но самим процессом творчества.
В 2006 году в Архангельске была выпущена в свет библиография Бориса Шергина.

### Исторические фальсификации
В 1950-х гг. бывший капитан ледокола «Георгий Седов» К. С. Бадигин в популярных и научных работах, в том числе диссертации, ссылался на «Хождение Иваново Олельковиця сына Ноугородца», о котором ему стало известно от Бориса Шергина. К. С. Бадигин ссылался на письмо Б. В. Шергина, который утверждал, что частично скопировал это сочинение о плаваниях новгородцев в XV в. по северным морям во время учения в гимназии. Само сочинение привозил из Соловецкого монастыря заведующий епархиальным древлехранилищем И. М. Симбирцев. «Я, — писал Шергин, — стал списывать более фабульные места, иногда под диктовку И. М. Симбирцева. Несколько страниц я срисовал на бумажную кальку». В статье историка В. В. Мавродина было доказано, что «Хождение» является грубой современной подделкой, изготовленной Б. В. Шергиным.

### Художественное наследие
Первоначальная творческая деятельность Бориса Шергина была преимущественно связана с изобразительным искусством. В своих дневниках он писал: «Годов до тридцати, тридцати пяти я мало писал: расписывал и разрисовывал стены, двери, бумажные листы». Художественную деятельность Борис Шергин почти полностью оставил в начале 1930-х годов по причине значительного ухудшения его зрения (самые поздние его рисунки датированы 1949 и 1951—1952 годами).
Художественное наследие Б. В. Шергина разделено между государственными (Рукописный отдел ИРЛИ РАН (Пушкинский Дом), Архангельский литературный музей, Государственный литературный музей, Государственное музейное объединение «Художественная культура Русского Севера») и несколькими частными собраниями. В число созданных Борисом Шергина художественных произведений входят рисунки, настенные листы, икона, расписные филенки.
В 2019 году была найдена единственная известная лицевая рукопись Бориса Шергина «Сон Богородицы», содержащая 11 миниатюр, созданных предположительно в период 1914—1928 годов.

## Экранизации произведений
- Золочёные лбы. Сценарий А. Хмелика. Режиссёр Николай Серебряков. Композитор Эдуард Артемьев. Текст читает Олег Табаков. СССР, 1971.
- Ваня Датский. Режиссёр Николай Серебряков. Композитор Владимир Мартынов. СССР, 1974.
- Чудо-мороз. По мотивам северных сказов Б. Шергина. Режиссёр Цезарь Оршанский. СССР, 1976[13].
- Дождь. Сценарий Юрия Коваля и Леонида Носырева. Режиссёр Леонид Носырев. Художник Вера Кудрявцева-Енгалычева. СССР, 1978.
- Пойга и лиса. Режиссёр Наталия Голованова. Композитор Николай Сидельников. Текст читает Иван Рыжов. СССР, 1978.
- Волшебное кольцо. Сценарий Юрия Коваля. Режиссёр Леонид Носырев. СССР, 1979.
- Смех и горе у Бела моря. По произведениям С. Писахова и Б. Шергина. Режиссёр Леонид Носырев. СССР, 1979—1987.
- Про Ерша Ершовича. Режиссёр Станислав Соколов. Роли озвучивают Ф. Иванов, Лев Дуров. СССР, 1979.
- Матвеева радость. Режиссёр Ирина Поплавская. СССР, 1985.
- Мартынко. Режиссёр Эдуард Назаров. Роли озвучивают Леонид Куравлёв, Нина Русланова, Нина Корниенко. СССР, 1987.
- Поморская быль. По старине Б. Шергина «Для увеселения». Режиссёр Леонид Носырев. СССР, 1987.
- Данило и Ненила. Режиссёр Юрий Трофимов. Композитор Владимир Дашкевич. СССР, 1989—1990.
- Mister Пронька. По сказке Б. Шергина «Пронька Грезной». Сценарий Юрия Коваля и Леонида Носырева. Режиссёр Леонид Носырев. Художник Вера Кудрявцева-Енгалычева. СССР, 1991.
- Пинежский Пушкин. Сценарий и постановка Леонида Носырева. Художник Вера Кудрявцева-Енгалычева. Россия, 2000.
- Митина любовь. Анимационный фильм. Автор сценария Светлана Филиппова. Режиссёр, художник, аниматор Светлана Филиппова. Россия, 2018[14].

## Театральные постановки
- Архангельским театром кукол поставлен спектакль «Волшебное кольцо» по одноимённой пьесе Бориса Шергина.
- Московским государственным историко-этнографическим театром поставлен спектакль по сказкам «Шиш Московский».
- «Театр на Набережной» (Ярославль) в 1995 году поставил спектакль «Мимолётное виденье» по рассказам Бориса Шергина «Мимолётное виденье», «Пинежский Пушкин», «Митина любовь»[15].
- Спектакль Театра кукол Республики Карелия «Золочёные лбы» по сказу Бориса Шергина был номинирован в 2007 году на Национальную премию России «Золотая маска».
- Московский государственный историко-этнографический театр (МГИЭТ): спектакль по сказкам «Шиш Московский».
- Московский детский театр теней в Измайлово: спектакль «Ваня Датский»[16].
- Театр Драматических Импровизаций (Санкт-Петербург): спектакль «Морожены песни»[17].
- Православный камерный театр (Вологодская обл., с. Верховажье), спектакль «Ваня Датский» (2022 год)[18].